# 10. Armee (Wehrmacht)
Die 10. Armee / Armeeoberkommando 10 (AOK 10) war eine Kommandobehörde des Heeres der Wehrmacht während des Zweiten Weltkrieges. Sie war Oberkommando jeweils wechselnder Armeekorps sowie zahlreicher Spezialtruppen.

## Erste Aufstellung
Aufgestellt am 26. August 1939 unter General der Artillerie Walter von Reichenau, war sie als Teil der Heeresgruppe Süd beim Überfall auf Polen beteiligt. Am 10. Oktober 1939 wurde sie in 6. Armee umbenannt.

## Zweite Aufstellung
Zur Abwehr der alliierten Invasion in Italien und des alliierten Italienfeldzuges, wurde die 10. Armee am 15. August 1943 neuerlich aufgestellt. Nachdem die britische 8. Armee (Bernard Montgomery) am 3. September mit der Operation Baytown bei Reggio di Calabria gelandet war, folgten Rückzugskämpfe der 10. Armee nordwärts durch Kalabrien. Ab 9. September führte die 10. Armee Abwehrkämpfe gegen die im Hinterland bei Salerno (Operation Avalanche) gelandete 5. US-Armee (Mark W. Clark). Die Aufgabe von Neapel wurde am 1. Oktober 1943 von den Alliierten erzwungen und der Rückzug hinter den Volturno notwendig. Zwischen Dezember 1943 und Mai 1944 folgten Abwehrkämpfe am Garigliano, am Sangro und mehrere Abwehrschlachten bei Monte Cassino, wo die Deutschen bis Mitte Mai die Gustav-Linie halten konnte. Am 4. Juni 1944 wurde Rom von der nördlicher stehenden 14. Armee geräumt und dadurch der Rückzug der 10. Armee an die Pescara-Linie eingeleitet. Im September 1944 erfolgten bereits Rückzugskämpfe über den nördlichen Apennin auf Rimini. Am 7. Dezember 1944 wurde Ravenna geräumt. Im April 1945 kam es zu weiteren Abwehrkämpfen zwischen der Adria und Bologna, wo etwa der linke Flügel der benachbarten 14. Armee anschloss.

## Kriegsende und Kapitulation
Im April 1945 kam es zu weiteren Abwehrkämpfen zwischen der Adria und Bologna, wo der linke Flügel der benachbarten 14. Armee anschloss. Am 2. Mai 1945 kam es mit der Kapitulation der übergeordneten Heeresgruppe C zur Einstellung der Kämpfe.

## Führung
Oberbefehlshaber
- General der Artillerie Walter von Reichenau vom 26. August bis 10. Oktober 1939
- General der Panzertruppe Heinrich von Vietinghoff gen. Scheel vom 15. August bis 4. September 1943
- General der Panzertruppe Joachim Lemelsen 4. September bis 31. Dezember 1943
- Generaloberst Heinrich von Vietinghoff gen. Scheel vom 31. Dezember 1943 bis 26. Oktober 1944
- General der Panzertruppe Joachim Lemelsen vom 26. Oktober 1944 bis 16. Februar 1945
- General der Panzertruppe Traugott Herr vom 16. Februar bis 2. Mai 1945

Chef des Stabes
- Generalmajor Friedrich Paulus vom 26. August bis 10. Oktober 1939
- Oberst Fritz Wentzell vom 15. August 1943 bis 1. November 1944
- Generalmajor Dietrich Beelitz vom 1. November 1944 bis 2. Mai 1945